# Festung Thorn
Die Festung Thorn, polnisch Twierdza Toruń, ist die Befestigung der polnischen Stadt Toruń, deutsch Thorn. Die Stadt entstand an einem Flussübergang an der Weichsel und war seit Mitte des 13. Jahrhunderts befestigt. Nachdem Anfang des 19. Jahrhunderts Preußen die Herrschaft übernommen hatte, wurde die Festung ausgebaut. Die letzte Modernisierung war der Ausbau zur Gürtelfestung durch das Deutsche Kaiserreich gegen Ende des 19. Jahrhunderts. Nach dem Ersten Weltkrieg gingen die Anlagen an die polnischen Streitkräfte über, die sie als Kasernen und Lagerhäuser weiter nutzten.
Am Ende des Zweiten Weltkriegs befand sich in der Festung eine Offiziersschule zur Ausbildung von Infanterie- und Artillerieoffizieren, die im Januar 1945 von russischen Einheiten eingeschlossen wurde. Die Besatzung bestand aus ca. 30.000 Mann, denen durch Führerbefehl der Ausbruch aus der Festung gestattet wurde, um sich nach Übergang über die Weichsel zur deutschen Hauptkampflinie (HKL) durch zu kämpfen. Etwa 15.000 Soldaten erreichten die eigenen Linien, etwa 4000 fielen beim Abwehrkampf und dem Übergang über die Weichsel.
Die Festung Toruń gehört heute zu den am besten erhaltenen Verteidigungsanlagen Europas, weil die rund 150 militärischen Objekte aus dem 19. Jahrhundert und einige Objekte aus früherer Zeit weitgehend erhalten sind.

## Geschichte
- Karte mit allen Koordinaten:
- OSM |
- WikiMap

### Mittelalterliche Festung
An der Stelle der späteren Burg Thorn des Deutschen Ordens stand anfänglich eine hölzerne Burg. Sie sicherte den Flussübergang über die Weichsel und hatte einen hufeisenförmigem gegen den Fluss offenen Grundriss und war durch einen Erdwall geschützt.
Der Deutsche Orden gründete 1246 die Stadt und befestigte diese mit einer doppelten Stadtmauer aus Ziegelsteinen, zu der 54 Türme und 13 oder 14 Stadttore gehörten. Die Mauern umfassten die Altstadt, die Neustadt und die Burg Thorn. Die beiden Stadtteile waren durch den Kanal Struga Toruńska, auch Postolsk oder deutsch Bostoltz genannt, getrennt. Das Wasser stammte aus dem Bach Struga Lubicka und wurde durch den vom Deutschen Orden gebauten Kanal zur Stadt geleitet. Es diente dort zum Antrieb von Mühlen und zum Füllen des Stadtgrabens, der sich zwischen den beiden Mauern befand. Gegen Westen war die Stadt durch drei Mauern geschützt, wodurch ein zweiter trockener Graben entstand. Im Jahre 1262 übernahm die Stadt vom Deutschen Orden die Aufgabe der Stadtverteidigung, wozu eine aus den Bürgern der Stadt rekrutierte Miliz geschaffen wurde, die ab 1352 durch eine Schützenbruderschaft betreut wurde. Im 15. Jahrhundert wurde die mittelalterliche Festung durch die beiden Barbakane Starotoruński und Chełmiński erweitert.

### Neuzeitliche Festung

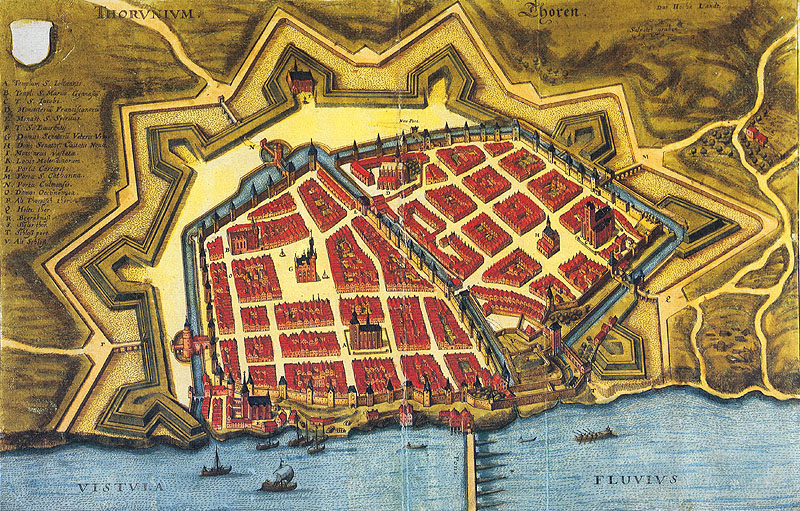
Neuzeitliche Festung auf dem Stadtplan von Matthäus Merian von 1641

Nach der Eingliederung von Toruń in das Königreich Polen hatte die Stadt eine einzigartige autonome Stellung innerhalb des Reichs, aufgrund von Privilegien, die 1457 durch Kasimir IV. Andreas vergeben wurden. Sie beeinflussten die militärische Bedeutung der Stadt, welche die Festung modernisierte und dem Fortschritt der Kriegstechnik anpasste. Gegen die in der Neuzeit aufkommende Artillerie waren die mittelalterlichen Stadtmauern wirkungslos, weshalb der Stadtmauer vorgelagerte Bastionen errichtet werden sollten. Die Stadt erhob ab 1563 Steuern von den Bürgen, die dem Ausbau der Festung dienten. Die äußere Wallanlage wurde zunächst auf der Ostseite bei der Neustadt und der Burg Thorn angelegt und war in zwei Jahren fertiggestellt. Ebenso wurde am linken Ufer der Weichsel eine Wallanlage zum Schutz der Brücke über den Fluss erstellt. Zwar lag bereits 1590 die Bewilligung von Sigismund III. Wasa zum weiteren Ausbau der Festung vor, jedoch wurden die Arbeiten hinausgeschoben. Erst nach der erfolglosen Belagerung der Stadt durch schwedische Truppen während des Polnisch-Schwedischen Kriegs im Jahre 1629 erfolgte der weitere Ausbau der Anlagen, sodass bis 1634 die neue Wallanlage um die Altstadt und die Neustadt fertiggestellt war. Das Grundkonzept der Festung nach altniederländischer Manier blieb in den folgenden drei Jahrhunderten erhalten. Sie umfasste zusätzlich zur mittelalterlichen Stadtmauer acht Bastione und vier neue Stadttore. Die Vorstädte außerhalb des Hauptwalls waren nur durch einfache Wallanlagen geschützt. Die irdenen Wälle waren mit Palisaden verstärkt.
Im Zweiten Nordischen Krieg ergab sich die Stadt 1655 auf Druck des polnischen Adels, der aus der Umgebung nach Thorn geflüchtet war. Die Schweden nahmen die Stadt ein und verstärkten die Befestigung. Von Ende September 1657 bis in den November 1658 belagerten polnische Truppen die Stadt, bis die schwedische Garnison im Dezember kapitulierte und Thorn wieder polnisch wurde. Die Belagerung richtete Schäden an der Stadtmauer und an Häusern in der Stadt an, die Vorstädte waren vollständig zerstört. Thorn war während des Krieges verarmt, sodass die Reparaturen an der Stadtmauer und an den Bastionen erst 1673 begannen. Nach dem Ausbruch des Großen Nordischen Krieges im Jahre 1700 wurden die Reparaturarbeiten beschleunigt und zusätzliche Verteidigungsanlagen errichtet. An zwei Stellen wurden Lünetten gebaut, weiter wurde die vollständig zerstörte Bastion 7 in einer kleineren Form wieder aufgebaut.
Nach einer weiteren schweren Belagerung nahmen die Schweden 1703 die Stadt erneut ein. Der schwedische König Karl XII. ordnete den Abriss der Verteidigungsanlagen an, was zur Folge hatte, dass zwei mittelalterliche Barbakane und der nördliche Befestigungswall der Neustadt abgerissen wurden. Die Bastione wurden abgetragen und die Gräben eingefüllt. Während des Polnischen Thronfolgekrieges wurden die zerstörten Bastione wieder aufgebaut. Die Arbeiten waren jedoch unzureichend, sodass 1734 die russische Armee Thorn besetzen konnte.
Nach dem Krieg wurden die Arbeiten zum Wiederaufbau der Festung eingestellt. 1796 waren zwei der acht Bastionen völlig zerfallen und die Gräben teilweise eingestürzt. Erst die Bedrohung der Stadt durch die Konföderation von Bar veranlasste die Reparatur der Festung. Der Zustand von 1703 wurde wieder hergestellt, bis auf die Befestigung am linksufrigen Brückenkopf, die nicht wieder aufgebaut wurde.

### Preußische Festung
Nach der zweiten Teilung Polens fiel Thorn 1793 an Preußen. Unter der Herrschaft von Napoleon wurde Thorn dem Herzogtum Warschau zugeteilt, das von 1807 bis 1815 als Rumpf- und Satellitenstaat Frankreichs existierte. Die Stadt lag an einem günstigen Punkt im Verteidigungssystem und wurde erneut zur Festung ausgebaut. Das frühere System barocker Befestigungsanlagen wurde auf Kosten der Stadtentwicklung umgebaut und modernisiert, vor allem im Hinblick auf den Russlandfeldzug von 1812. Für den Ausbau der Verteidigungsanlagen wurden unter Protest der Bevölkerung in den Vororten 109 Gebäude abgerissen, darunter auch zwei Kirchen.

#### Erste Erweiterung
| Grützmühlenteich |

| Jacobsfort |

| Münzbastion |

| Kavalierbastion |

| St. Katharinen-Bastion |

| Zwischenbastion |

| St. Laurentius- Bastion |

| Kulmer-Bastion |

| Neue Bastion |

| Bastion |

| Bastion Alt Thorn |

| Lünette I |

| Lünette II |

| Lünette III |

| Lünette IV |

| Lünette V |

| Lünette VI |

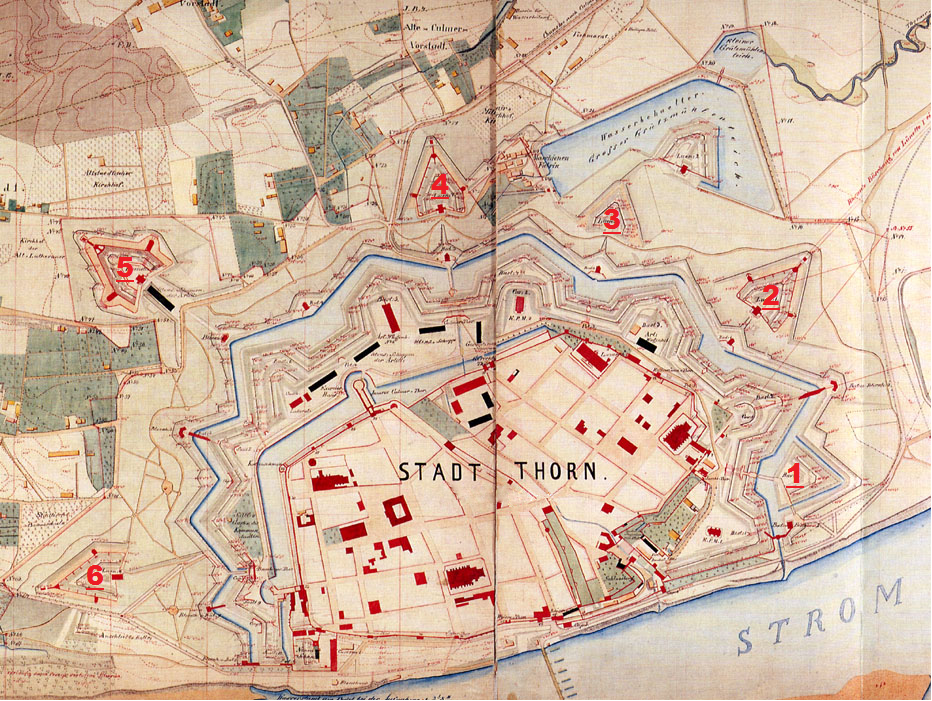
Stadtplan aus den 1870er-Jahren, der den ersten Ausbau der Festung durch Preußen zeigt

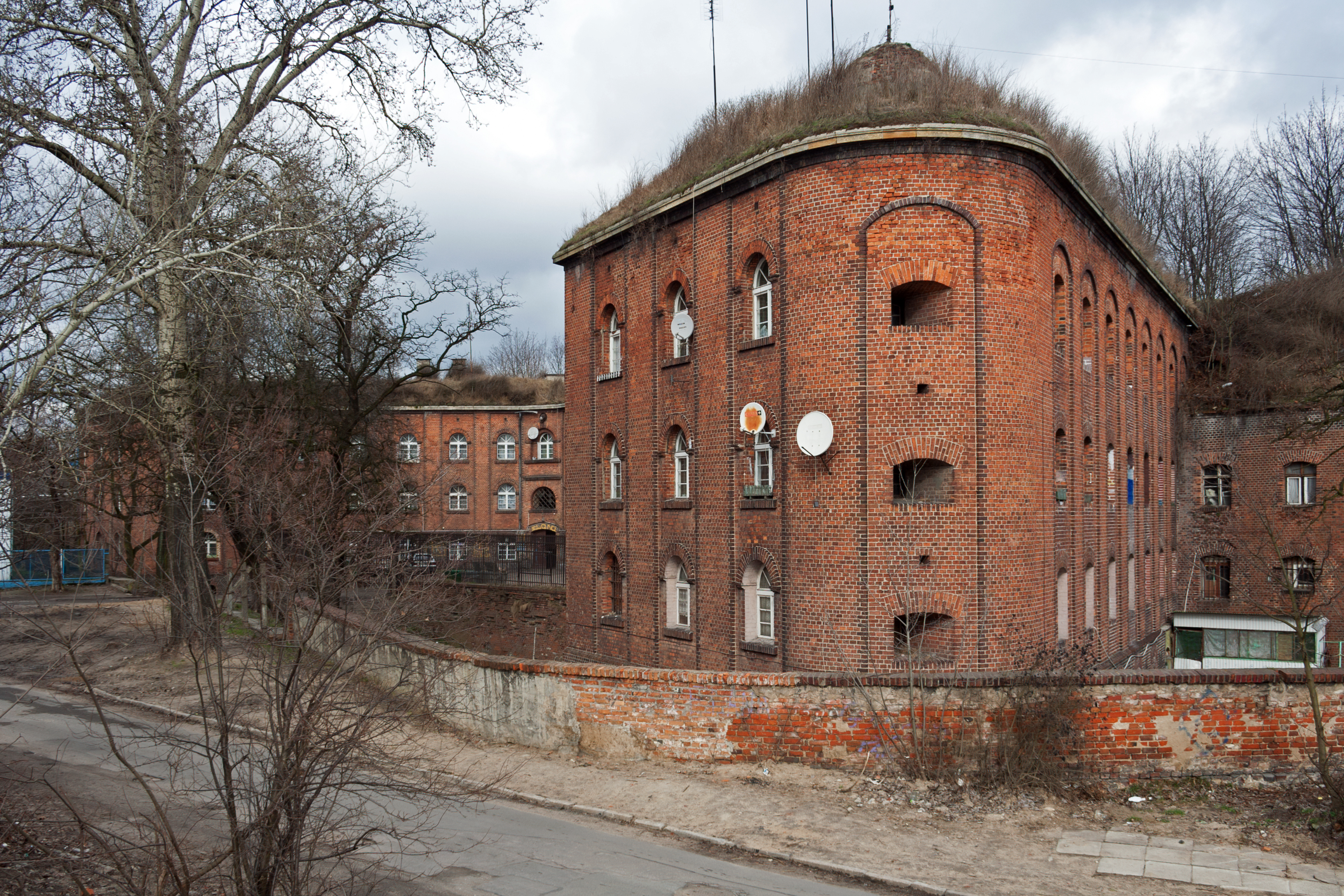
Jacobsfort, 1833 fertiggestellt

Nach dem Wiener Kongress fiel Thorn an Preußen, wobei die Grenze zum Russischen Kaiserreich nur etwa zehn Kilometer östlich der Stadt verlief, weshalb dem Unterhalt und der Erweiterung der Festung große Bedeutung beigemessen wurde. Der Ausbau begann 1818 beim Weiher Kaszownik, der um eine Bucht in südöstlicher Richtung vergrößert wurde. Er bestand bereits zur Zeit der Herrschaft des Deutschen Ordens und speicherte das Wasser, mit dem im Gefahrenfall die Gräben der Verteidigungsanlage schnell gefüllt werden konnten. Die neue Bucht des Weihers diente zuvor als Lehmgrube, die das Material für die Ziegelsteine lieferte, die zum Bau der Lünette II benutzt wurden. Von 1819 bis 1824 wurden die Gräben vertieft und die Wälle wiederhergestellt. In den Jahren 1822 bis 1836 wurden die Lünetten V und VI errichtet. Das größte Bauwerk dieser ersten Erweiterungsphase war das Jacobsfort im Osten der Stadt, das in den Jahren 1828 bis 1833 erbaut wurde und der Verteidigung der Stadt gegen Osten diente, wo die russische Grenze verlief. Innerhalb der Festung wurden mehrere Arsenale, Zeughäuser, Kasernen sowie zwei Schuppen zum Einstellen der Feldgeschütze, ein Militärkrankenhaus und ein Pulverhaus errichtet.
Im Stadtmauerabschnitt zwischen dem Brückentor und der Ruine der Burg Thorn wurden mehrere Wachtürme entfernt und Schießscharten in die Stadtmauer geschnitten. Weiter wurden in den Wallanlagen drei neue Stadttore im gotischen Stil aus Ziegelsteinen gebaut, die ungefähr mit den bestehenden Toren in der Stadtmauer fluchteten. Es waren dies das neue Brombergtor, das neue Kulmertor und das neue St. Jakobstor.

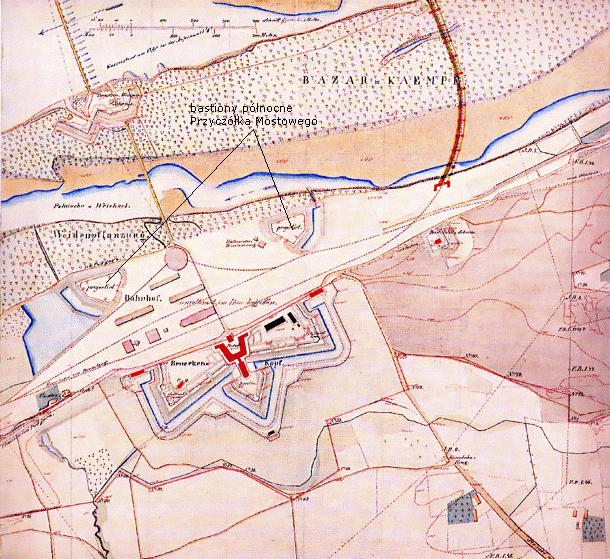
Lage des Brückenkopfs beim Bahnhof

Am linken Flussufer der Weichsel wurde in den Jahren 1824 bis 1828 ein Brückenkopf zum Schutz der alten Weichselbrücke errichtet, der in den Jahren 1837 bis 1840 durch zwei Bastionen ergänzt wurde. In den Jahren 1861 bis 1862 wurde im Innenhof des Brückenkopfs der Hauptbahnhof der Stadt gebaut. Die Anlage bestand aus drei gegen Süden gerichteten Schanzen mit Wassergraben, die auf der Nordseite mit einer 500 m langen geraden Mauer abgeschlossen wurden. Im Zentrum des Brückenkopfs befand sich eine dreistöckige Kaserne mit drei Flügeln.
Nach der Eröffnung der Eisenbahnstrecke von Thorn nach Kutno, wurde zur Sicherung der Eisenbahnanlagen östlich des Bahnhofs mit dem Bau eines Eisenbahnforts begonnen, das als sechseckige Redoute ausgebildet war. Es hatte die Aufgabe, den Bahnknoten und die Eisenbahnbrücke über die Weichsel zu sichern.

#### Zweite Erweiterung
| Fort Ia |

| Fort I |

| Fort I-5 |

| Fort II |

| Fort III |

| Fort IIIa |

| Fort IV |

| Fort IVb |

| Fort IVa |

| Batterie Grünthalmühle |

| Fort V |

| Fort Va |

| Fort VI |

| Fort VIa |

| Fort VII |

| Jacobsfort |

| Eisenbahnfort |

| Brückenkopf |

| Bastion I |

| Lünette III |

| Lünette IV |

| Lünette V |

| Lünette VI |

Der weitere Ausbau der preußischen Verteidigungsanlagen wurde nötig, um der schnellen Entwicklung der Artillerie gerecht zu werden. Die ab 1860 eingeführten Geschütze mit gezogenen Rohren hatten eine größere Treffsicherheit und konnten bis zu 10 km weit schießen, weil die Geschosse eine stabilere Flugbahn hatten. Die Festung musste deshalb durch einen zweiten Festungsring ergänzt werden, der einen Umfang von 22 km hatte und durch 15 abgesetzte Artillerieforts gebildet wurde. Sie befanden sich drei bis vier Kilometer von der Innenstadt entfernt und hatten die Aufgabe, die Stadt so lange wie möglich vor direktem Artilleriebeschuss zu schützen. Der Bau dieser Gürtelfestung wurde nach dem Deutsch-Französischen Krieg 1872 durch einen Erlass des Preußischen Generalstabs angeordnet und angegangen und durch französische Reparationszahlungen finanziert.
Nach Planungsarbeiten in den Jahren 1873 bis 1877 begann der Bau der ersten acht Forts, der 1884 abgeschlossen war. Nach Plänen von Hans Alexis von Biehler wurden preußische Einheitsartillerieforts aus Ziegelstein gebaut. Jedes Fort konnte eine 650 bis 800 Mann starke Truppe beherbergen, die 15 bis 22 Artilleriegeschütze für die Fernverteidigung und etwa 14 Geschütze für die Nahverteidigung bediente. Die Forts wurden später von der polnischen Armee mit den Nummern II, IV, V, VII, XI, XII, XV und IX versehen.
Um die vergrößerte Festungsgarnison sicher unterzubringen und ausreichend zu versorgen, wurden die alten Festungsanlagen um die Stadt erweitert. Zwischen dem Jacobsfort und der Lünette IV wurde die bestehende Festungsanlage eingerissen und die beiden Bauwerke durch eine neue Kurtine mit davor liegendem Graben verbunden. Anstelle der Lünette II wurde eine mächtige Kaponniere gebaut. Für die durch die Festungsmauern führende Eisenbahnstrecke von Thorn nach Königsberg, musste ein eigenes Eisenbahntor in die Kurtine eingelassen werden. Durch die Baumaßnahmen wurde die Fläche der Stadt innerhalb der Mauern vergrößert. Der neue Stadtteil wurde Wilhelmstadt genannt. Er wurde hauptsächlich durch militärische Einrichtungen genutzt, bot aber auch einigen repräsentativen Wohnhäusern Platz. In Wilhelmstadt befanden sich zwei Kasernen, ein Militärkrankenhaus, große unterirdische Zeughäuser und Kasematten.
Die acht Forts der ersten Bauetappe waren in den 1880er-Jahren bereits veraltet. Die 1883 eingeführten Sprenggranaten hätten sie in  kurzer Zeit in Schutt und Asche gelegt. Die bestehenden Forts wurden deshalb 1887 mit Betondecken und Sandauflagen aufgerüstet. Zusätzlich wurden zwischen 1888 und 1893 sieben weitere Forts in einem verstärkten Ausführung mit verbesserten Ausrüstung gebaut. Sie erhielten später von der polnischen Armee die Nummern I, III, VI, VIII, X, XII und XIV. Zwischen den Forts wurde 83 Bunker und 20 Artilleriestellungen angeordnet.
Die modernste Anlage war das Fort I, das nach dem preußischen König Friedrich Wilhelm I. auch Feste König Wilhelm I. genannt wurde. Es gilt als eine der ersten Panzerfestungen im Deutschen Reich, bei der die Geschütze nicht mehr unter freiem Himmel standen, sondern durch gepanzerte Geschütztürme ersetzt waren. Sie diente als Vorbild für die Feste Kaiser Wilhelm II. im Reichsland Elsaß-Lothringen bei Straßburg und die Feste Kaiserin der Festung Metz.
In den 1890er Jahren sowie um 1905 und 1914 wurden die bestehenden Anlagen erneut modernisiert und neue gebaut, darunter auch weitere Panzerfestungen. Bis 1914 stieg die Zahl der Festungsbauten auf rund 200, und insgesamt wurden 60 Millionen Mark  für den Bau, die Instandhaltung und die Ausstattung der Festungsanlagen ausgegeben. Etwa ein Drittel der Gebäude der Stadt waren militärische Bauten und ein Viertel der erwerbstätigen Bevölkerung arbeitete für die Festung.
Zu Beginn des 20. Jahrhunderts wurden einige nutzlos gewordene mittelalterliche Verteidigungsanlagen des inneren Befestigungsringes entfernt. Ein Teil der mittelalterlichen Erdwälle wurde eingeebnet, die Gräben verfüllt und überbaut. Die Bastionen auf der Nord- und Westseite wurden durch Grünflächen ersetzt. Für die Beobachtungs- und die Sperrballone der Festungsluftschiffer wurde eine Luftschiffhalle gebaut. 1912 wurde mit dem Bau eines Flughafens begonnen.

### Nach dem Ersten Weltkrieg
Die Festung Thorn war während des Ersten Weltkriegs nicht an Kampfhandlungen beteiligt. Die Stadt wurde nach dem Krieg dem polnischen Korridor zugeteilt. Während der Räumung der Festung durch die preußische Armee wurden die Festungsanlagen unbrauchbar gemacht, indem die Artillerieausrüstung und Zielvorrichtungen entfernt wurden. Ebenso wurden die gepanzerten Türen und die Generatoren für die Stromversorgung, die Belüftung und die Kommunikationseinrichtungen entfernt. Die polnische Armee nutzte deshalb die Anlagen der Festung nur noch zu Lagerzwecken und für andere untergeordnete Aufgaben.
Die Befestigungsanlagen wurden 1971 als kriegstechnische Denkmäler in das Denkmalregister eingetragen. Die Festung gilt als eine der besterhaltenen in Europa, auch wenn einige Bauwerke mangels angemessenem Unterhalt verfallen sind. Im Februar 2021 wurde in einer Kasematte das Festungsmuseum Toruń eröffnet.
| Fort I |

| Fort II |

| Fort III |

| Fort IV |

| Fort V |

| Fort VI |

| Fort VII |

| Fort VIII |

| Fort IX |

| Fort X |

| Fort XI |

| Fort XII |

| Fort XIII |

| Fort XIV |

| Fort XV |

| Fort św. Jakuba |

| Fort Kolejowy |

| Przyczółek Mostowy |

| Bastion I |

| Luneta III |

| Luneta IV |

| Luneta V |

| Luneta VI |

## Liste der Festungsbauten

### Burg Thorn
| Deutsche Bezeichnung | Polnische Bezeichnung | Lage                        | Bauzeit | Funktion                              | Zustand                           | Bild |
| -------------------- | --------------------- | --------------------------- | ------- | ------------------------------------- | --------------------------------- | ---- |
| Burg Thorn           | Zamek krzyżacki       | 53° 0′ 34″ N, 18° 36′ 39″ O | 13. Jh. | Erstes militärisches Bauwerk in Toruń | 1454 zerstört, als Ruine erhalten |      |

### Stadttore

#### Burgtore
| Deutsche Bezeichnung     | Polnische Bezeichnung         | Lage                            | Bauzeit  | Funktion                                                              | Zustand                                                                        | Bild                 |
| ------------------------ | ----------------------------- | ------------------------------- | -------- | --------------------------------------------------------------------- | ------------------------------------------------------------------------------ | -------------------- |
| Mühltor                  | Brama Młyńska Brama Garbarska | 53° 0′ 36,2″ N, 18° 36′ 39,6″ O | ca. 1375 | Burgtor auf der Ostseite                                              | ehemaliges Ost- und Haupttor der Burg des Deutschen Ordens, Überreste erhalten |                      |
| Westtor                  | Brama Zachodnia               | 53° 0′ 34″ N, 18° 36′ 33,7″ O   | 13. Jh   | Burgtor auf der Westseite, das auf die älteste Straße der Stadt führt | erhalten                                                                       | (am linken Bildrand) |
| Schlosstor Finsteres Tor | Brama Zamkowa                 | 53° 0′ 33,5″ N, 18° 36′ 44,5″ O |          | Burgtor zur Weichsel                                                  | erhalten                                                                       |                      |
| Münzertor                | Brama Mennicza                | 53° 0′ 32,9″ N, 18° 36′ 43,6″ O |          |                                                                       |                                                                                |                      |

#### Altstadt
| Deutsche Bezeichnung                            | Polnische Bezeichnung                         | Lage                            | Bauzeit  | Funktion                                                     | Zustand                           | Bild |
| ----------------------------------------------- | --------------------------------------------- | ------------------------------- | -------- | ------------------------------------------------------------ | --------------------------------- | ---- |
| Bromberg Tor Altthorner Tor                     | Brama Bydgoska Brama Starotoruńska            | 53° 0′ 33″ N, 18° 36′ 6,4″ O    | 1635     | Stadttor auf der Westseite                                   | ca. 1887 abgetragen               |      |
| Kulmer Tor                                      | Brama Chełmińska                              | 53° 0′ 43,9″ N, 18° 36′ 13,5″ O | ca. 1300 | Stadttor auf der Nordseite                                   | 1889 abgetragen                   |      |
| Pauliner Tor Gefängnistor                       | Brama Paulińska Brama Więzienna               | 53° 0′ 42″ N, 18° 36′ 22″ O     | ca. 1300 | Stadttor zwischen Alt- und Neustadt gelegen                  | 1878 abgetragen                   |      |
| Kesseltor Großes Tor                            | Brama Kotlarska Brama Wielka Brama Dobrzyńska | 53° 0′ 38,3″ N, 18° 36′ 29,7″ O | ca. 1300 | Stadttor zwischen Alt- und Neustadt gelegen                  | 1834 abgetragen                   |      |
| Brückentor Fahrtor                              | Brama Mostowa Brama Przewoźna                 | 53° 0′ 30,9″ N, 18° 36′ 32,2″ O |          | Stadttor auf der Südseite zur alten Brücke über die Weichsel | erhalten                          |      |
| Badetor Weisses Tor Schultor                    | Brama Łazienna Bramą Biała Brama Szkolna      | 53° 0′ 30,5″ N, 18° 36′ 27,3″ O | ca. 1300 | Stadttor auf der Südseite                                    | zwischen 1895 und 1900 abgetragen |      |
| Seglertor                                       | Brama Żeglarska                               | 53° 0′ 29,7″ N, 18° 36′ 22,4″ O |          | Stadttor auf der Südseite                                    | erhalten                          |      |
| Klostertor Heiligengeisttor Nonnentor Frauentor | Brama Klasztorna Brama Św. Ducha              | 53° 0′ 29,7″ N, 18° 36′ 13″ O   |          | Stadttor auf der Südseite                                    | erhalten                          |      |

#### Neustadt
| Deutsche Bezeichnung             | Polnische Bezeichnung                       | Lage                            | Bauzeit                  | Funktion | Zustand             | Bild |
| -------------------------------- | ------------------------------------------- | ------------------------------- | ------------------------ | --- | ------------------- | ---- |
| Neues Tor Gerechtes Tor Haupttor | Brama Prosta Brama Główna Brama Prawe Wrota | 53° 0′ 48,1″ N, 18° 36′ 23,5″ O | ca. 1325                 | Stadttor auf der Nordseite                                                                                                  | ca. 1875 abgetragen |      |
| Viehtor St. Katharinen Tor       | Brama Bydlęca Brama św. Katarzyny           | 53° 0′ 46,7″ N, 18° 36′ 43,5″ O | erste Hälfte des 14. Jh. | Stadttor auf der Ostseite, wurde genutzt um die Kühe auf die Weide zu treiben, an der alten Stadtmauer der Neustadt gelegen | 1884 abgetragen     |      |
| St. Jakobs Tor Holztor           | Brama św. Jakuba                            | 53° 0′ 40,6″ N, 18° 36′ 46,8″ O | 13. Jh. 15. Jh. erneuert | Stadttor auf der Ostseite beim Holzlagerplatz                                                                               | ca. 1875            |      |

#### Tore des 19. Jh.
| Deutsche Bezeichnung | Polnische Bezeichnung                  | Lage                            | Bauzeit   | Funktion                                           | Zustand                         | Bild |
| -------------------- | -------------------------------------- | ------------------------------- | --------- | -------------------------------------------------- | ------------------------------- | ---- |
| Neues Bromberg Tor   | Nowa Brama Bydgoska                    | 53° 0′ 33″ N, 18° 35′ 58″ O     | 1823–1824 | Stadttor auf der Westseite                         | 1921 abgetragen                 |      |
| Neues Kulmer Tor     | Nowa Brama Chełmińska                  | 53° 0′ 50,1″ N, 18° 36′ 22,4″ O | 1823–1824 | Stadttor auf der Nordseite                         | in den 1920er-Jahren abgetragen |      |
| Grützmühlentor       | Brama Kaszownika Brama Młynu Kaszowego | 53° 0′ 53,9″ N, 18° 36′ 32,5″ O | 19. Jh.   | Stadttor auf der Nordseite                         | anfangs 20. Jh. abgetragen      |      |
| Leibitscher Tor      | Brama Lubicka                          | 53° 0′ 53″ N, 18° 37′ 2,8″ O    | 19. Jh.   | Stadttor auf der Nordseite                         | in den 1920er-Jahren abgetragen |      |
| Eisenbahntor         | Brama Kolejowa                         | 53° 0′ 53″ N, 18° 37′ 6″ O      | 19. Jh.   | Stadttor für die Bahnstrecke Toruń–Tschernjachowsk | erhalten                        |      |
| Neues St. Jakobs Tor | Nowa Brama św. Jakuba                  | 53° 0′ 41,2″ N, 18° 36′ 49,8″ O | 1822      | Stadttor auf der Ostseite beim Holzlagerplatz      | 1890 abgetragen                 |      |

### Türme der Stadtmauer
| Deutsche Bezeichnung         | Polnische Bezeichnung         | Lage                            | Bauzeit                                                                     | Funktion | Zustand  | Bild |
| ---------------------------- | ----------------------------- | ------------------------------- | --------------------------------------------------------------------------- | --- | -------- | ---- |
| Katzenschwanzturm            | Baszta Koci Ogon              | 53° 0′ 40,4″ N, 18° 36′ 5,3″ O  | zweite Hälfte des 13. Jh., 1825 nach Zerstörung durch die Schweden erneuert | 1887 abgetragen, Fundamentreste erhalten im Erdgeschoss der Justizvollzugsanstalt Toruń |          |      |
| Turm Nr. 27                  | Baszta 27                     | 53° 0′ 41,8″ N, 18° 36′ 6,8″ O  |                                                                             | 1906 abgetragen |          |      |
| Turm Nr. 25                  | Baszta 25                     | 53° 0′ 43,4″ N, 18° 36′ 10,6″ O |                                                                             | 1903 abgetragen |          |      |
| Katzenkopfturm               | Baszta Koci Łeb               | 53° 0′ 44,4″ N, 18° 36′ 15,8″ O | zweite Hälfte des 13. Jh., Umbau um 1400                                    | ursprünglich quadratischer Grundriss, beim Umbau mit dem heutigen runden Grundriss versehen. Beherbergt das Institut für polnische Sprache der Universität Toruń                                                                                    | erhalten |      |
| Turm Nr. 56                  | Baszta 56 Baszta Podmurna 60  | 53° 0′ 43,3″ N, 18° 36′ 18,2″ O | spätes 13. Jh.                                                              | Ursprünglich hatte der Turm nur drei Wände und war gegen die Stadt offen. Die vierte Wand kam erst im 17. oder 18. Jh. hinzu. Von 1910 bis 1980 in ein dreistöckiges Miethaus integriert. Wird von der Kulturabteilung der Stadtverwaltung genutzt. | erhalten |      |
| Turm Nr. 53a                 | Baszta 53a Baszta Podmurna 30 | 53° 0′ 40,4″ N, 18° 36′ 25,7″ O | zweite Hälfte des 13. Jh.                                                   | zeitweise als Getreidespeicher genutzt | erhalten |      |
| Turm Nr. 53                  | Baszta 53 Baszta Podmurna 26  | 53° 0′ 39,7″ N, 18° 36′ 27,3″ O | zweite Hälfte des 13. Jh.                                                   | Im 19. Jh. als Getreidespeicher genutzt | erhalten |      |
| Monstranztrum                | Baszta Monstrancja            | 53° 0′ 36,6″ N, 18° 36′ 32″ O   | 13. Jh., im 15. Jh.erneuert                                                 | Einziger achteckiger Turm der Befestigung. Der Name rührt wahrscheinlich von der Dekoration der Turmspitze, die an eine Monstranz erinnert. | erhalten |      |
| Wachtturm                    | Baszta Wartownia              | 53° 0′ 31,8″ N, 18° 36′ 35″ O   | spätes 13. Jh., erneuert 1883                                               | Der Wachtturm ist mit dem Junkerhof zusammengebaut. Er ist einer der ältesten Türme der Stadtbefestigung. | erhalten |      |
| Kranturm                     | Baszta Żuraw                  | 53° 0′ 30,6″ N, 18° 36′ 30,6″ O | spätes 13. Jh., 1823 erweitert                                              | Der Kran wurde 1823 hinzugefügt und diente dem hinter dem Turm innerhalb der Stadtmauer liegenden Getreidespeicher. | erhalten |      |
| Taubenschlagturm Turm Nr. 40 | Baszta Gołębnik               | 53° 0′ 29,6″ N, 18° 36′ 18,5″ O | erste Hälfte 14. Jh.                                                        | Höchster Punkt der Stadtmauer, im 19. Jh. als Brieftaubenschlag genutzt | erhalten |      |
| Schiefer Turm                | Krzywa Wieża                  | 53° 0′ 30,1″ N, 18° 36′ 7,5″ O  | zweite Hälfte 13. Jh.                                                       | Im 18. Jh. als Frauengefängnis genutzt. | erhalten |      |

### Innerer Festungsring
| Deutsche Bezeichnung (bis 1920) | Deutsche Bezeichnung (bis 1920)                 | Polnische Bezeichnung (ab 1920) | Polnische Bezeichnung (ab 1920) | Lage                            | Bauzeit                    | Funktion                                                        | Zustand | Bild |
| Nummer                          | Namen                                           | Nummer                          | Name                            | Lage                            | Bauzeit                    | Funktion                                                        | Zustand | Bild |
| ------------------------------- | ----------------------------------------------- | ------------------------------- | ------------------------------- | ------------------------------- | -------------------------- | --------------------------------------------------------------- | --- | ---- |
|                                 | Brückenkopf                                     |                                 | Przyczółek Mostowy              | 52° 59′ 58″ N, 18° 36′ 56,5″ O  | 1824–18281887–1892         | Brückenkopf                                                     | Parkanlage, Umfassungsmauer erhalten                                                                            |      |
|                                 | Jacobsfort                                      |                                 | Fort św. Jakuba                 | 53° 0′ 47,7″ N, 18° 37′ 16,8″ O | 1828–1833                  | Zitadelle zur Verteidigung der Ostseite                         | Kasernengebäude erhalten                                                                                        |      |
|                                 | Eisenbahnfort                                   |                                 | Fort Kolejowy                   | 53° 0′ 17″ N, 18° 38′ 3,1″ O    | 1863–1866                  | Zitadelle zur Verteidigung des Bahnhofs und der Eisenbahnbrücke | Ruine |      |
| I                               | Münzbastion                                     | I                               | Bastion Menniczy                | 53° 0′ 36,3″ N, 18° 36′ 50,3″ O | 1629–1634 (1658 erweitert) | Bastion                                                         | Einzige teilweise erhaltene Bastion der barocken Befestigung, teilweise abgetragen in den 1880er-Jahren         |      |
| II                              | Kavalierbastion                                 |                                 | Bastion Kawaler                 | 53° 0′ 43,7″ N, 18° 36′ 52,6″ O | 1629–1634                  | Bastion, särkst bewaffnete                                      | abgetragen in den 1880er-Jahren                                                                                 |      |
| III                             | St. Catherine-Bastion                           |                                 | Bastion św. Katarzyny           | 53° 0′ 49,3″ N, 18° 36′ 43″ O   | 1629–1634                  | Bastion                                                         | abgetragen in den 1880er-Jahren                                                                                 |      |
| IV                              | Zwischenbastion Hauptbastion Kavalierbastion II |                                 | Bastion Odcinkowy               | 53° 0′ 51,1″ N, 18° 36′ 28,8″ O | 1629–1634                  | Bastion                                                         | in den 1920er-Jahren abgetragen                                                                                 |      |
| V                               | St. Laurentius-Bastion                          |                                 | Bastion św. Wawrzyńca           | 53° 0′ 50,6″ N, 18° 36′ 14,9″ O | 1629–1634                  | Bastion, umschloss die St. Laurentius-Kirche                    | in den 1920er-Jahren abgetragen                                                                                 |      |
| VI                              | Kulmer-Bastion Kavalierbastion III              |                                 | Bastion Chełmiński              | 53° 0′ 46,4″ N, 18° 36′ 3,1″ O  | 1629–1634                  | Bastion                                                         | in den 1920er-Jahren abgetragen                                                                                 |      |
| VII                             | Neue Bastion                                    |                                 | Bastion Nowy                    | 53° 0′ 41,9″ N, 18° 35′ 58,7″ O | 1629–1634                  | Bastion                                                         | in den 1920er-Jahren abgetragen                                                                                 |      |
|                                 |                                                 |                                 |                                 | 53° 0′ 37,6″ N, 18° 35′ 58,6″ O | 1629–1634                  | Bastion                                                         | in den 1920er-Jahren abgetragen                                                                                 |      |
| VIII                            | Bastion Alt Thorn                               |                                 | Bastion Starotoruński           | 53° 0′ 32,3″ N, 18° 36′ 0,6″ O  | 1629–1634                  | Bastion                                                         | In den 1920er-Jahren abgetragen. Wassergraben noch vorhanden. Heute Park Dolina Marzeń (deutsch Tal der Träume) |      |
| I                               | Lünette                                         | I                               | Luneta                          | 53° 0′ 39,8″ N, 18° 36′ 56,8″ O | ca. 1830                   | Lünette                                                         | in den 1920er-Jahren abgetragen                                                                                 |      |
| II                              | Lünette                                         | II                              | Luneta                          | 53° 0′ 50,3″ N, 18° 36′ 54,5″ O | ca. 1820                   | Lünette                                                         | in den 1920er-Jahren abgetragen                                                                                 |      |
| III                             | Lünette                                         | III                             | Luneta                          | 53° 0′ 55,6″ N, 18° 36′ 38,3″ O | ca. 1720                   | Lünette                                                         | in den 1920er-Jahren abgetragen                                                                                 |      |
| IV                              | Lünette                                         | IV                              | Luneta                          | 53° 0′ 57,4″ N, 18° 36′ 20,4″ O | ca. 1830                   | Lünette                                                         | in den 1920er-Jahren abgetragen                                                                                 |      |
| V                               | Lünette                                         | V                               | Luneta                          | 53° 0′ 52,6″ N, 18° 35′ 47,9″ O | ca. 1830                   | Lünette                                                         | in den 1920er-Jahren abgetragen                                                                                 |      |
| VI                              | Lünette                                         | VI                              | Luneta                          | 53° 0′ 33,2″ N, 18° 35′ 44,3″ O | ca. 1720                   | Lünette                                                         | in den 1920er-Jahren abgetragen                                                                                 |      |
|                                 | Grützmühlenteich                                |                                 | Kaszownik                       | 53° 1′ 0″ N, 18° 36′ 35″ O      | 13. Jh.                    | Stauweiher zum Befüllen der Wassergräben                        | erhalten |      |

### Militärische Gebäude im inneren Festungsring
| Deutsche Bezeichnung | Polnische Bezeichnung | Lage                            | Bauzeit      | Funktion        | Zustand        | Bild |
| -------------------- | --------------------- | ------------------------------- | ------------ | --------------- | -------------- | ---- |
| Wilhelms-Kaserne     |                       | 53° 0′ 52,2″ N, 18° 36′ 52,6″ O | 1880er-Jahre | Kaserne         |                |      |
| Artillerie-Kaserne   |                       | 53° 0′ 48,4″ N, 18° 37′ 0,8″ O  | 1880er-Jahre | Kaserne         |                |      |
| Kulmer Tor-Kaserne   |                       | 53° 0′ 52,8″ N, 18° 36′ 26,7″ O |              | Kaserne         | Festungsmuseum |      |
| Garnisonskirche      | Kościół św. Katarzyny | 53° 0′ 46,4″ N, 18° 36′ 48,1″ O | 1894–1897    | Garnisonskirche | erhalten       |      |

### Äußerer Festungsring
| Deutsche Bezeichnung (bis 1920) | Deutsche Bezeichnung (bis 1920) | Polnische Bezeichnung (ab 1920) | Polnische Bezeichnung (ab 1920) | Lage                             | Bauzeit   | Funktion                         | Zustand                               | Bild |
| Nummer                          | Namen                           | Nummer                          | Name                            | Lage                             | Bauzeit   | Funktion                         | Zustand                               | Bild |
| ------------------------------- | ------------------------------- | ------------------------------- | ------------------------------- | -------------------------------- | --------- | -------------------------------- | ------------------------------------- | ---- |
| Ia                              | König Wilhelm I                 | I                               | Jan III Sobieski                | 53° 1′ 8,1″ N, 18° 40′ 4,5″ O    | 1888–1892 | Panzerferstung                   | erhalten                              |      |
| I                               | Bülow                           | II                              | Stefan Czarniecki               | 53° 1′ 27,9″ N, 18° 39′ 18,8″ O  | 1878–1882 | Hauptfort                        | erhalten                              |      |
| I-5                             | L’Estocq                        | III                             | Stanisław Jabłonowski           | 53° 2′ 0,6″ N, 18° 38′ 46,9″ O   | 1888–1890 | Zwischenfort                     | erhalten                              |      |
| II                              | Yorck                           | IV                              | Stanisław Żółkiewski            | 53° 2′ 27,8″ N, 18° 37′ 57,9″ O  | 1878–1884 | Hauptfort, später Infanteriefort | erhalten, teilweise als Hotel genutzt |      |
| III                             | Scharnhorst                     | V                               | Karol Chodkiewicz               | 53° 2′ 34,9″ N, 18° 36′ 17,1″ O  | 1878–1884 | Hauptfort, später Infanteriefort | erhalten                              |      |
| IIIa                            | Dohna                           | VI                              | Jerema Wiśniowiecki             | 53° 2′ 20,6″ N, 18° 35′ 10,2″ O  | 1889–1893 | Zwischenfort                     | erhalten                              |      |
| IV                              | Friedrich der Grosse            | VII                             | Tadeusz Kościuszko              | 53° 2′ 5,8″ N, 18° 33′ 51,7″ O   | 1879–1883 | Hauptfort                        | erhalten                              |      |
| IVb                             | Herzog Albrecht                 | VIII                            | Kazimierz Wielki                | 53° 1′ 24,5″ N, 18° 33′ 24,1″ O  | 1889–1893 | Zwischenfort                     | erhalten                              |      |
| IVa                             | Heinrich von Plauen             | IX                              | Bolesław Chrobry                | 53° 0′ 56,5″ N, 18° 33′ 30,5″ O  | 1882–1885 | Zwischenfort                     | erhalten                              |      |
|                                 | Batterie Grüntalmühle           | X                               | Bateria Nadbrzeżna              | 52° 59′ 51,9″ N, 18° 34′ 5,2″ O  | 1889–1892 |                                  | erhalten                              |      |
| V                               | Großer Kurfürst                 | XI                              | Stefan Batory                   | 52° 59′ 7,4″ N, 18° 34′ 23,3″ O  | 1877–1881 | Hauptfort                        | erhalten                              |      |
| Va                              | Ulrich von Jungingen            | XII                             | Władysław Jagiełło              | 52° 59′ 6,5″ N, 18° 35′ 38″ O    | 1889–1893 | Zwischenfort                     | erhalten                              |      |
| VI                              | Winrich von Kniprode            | XIII                            | Karol Kniaziewicz               | 52° 58′ 58,1″ N, 18° 36′ 56,3″ O | 1880–1885 | Hauptfort                        | erhalten                              |      |
| VIa                             | Hermann Balk                    | XIV                             | Józef Bem                       | 52° 59′ 25,1″ N, 18° 38′ 17,3″ O | 1889–1893 | Zwischenfort                     | erhalten                              |      |
| VII                             | Hermann von Salza               | XV                              | Henryk Dąbrowski                | 52° 59′ 58,5″ N, 18° 38′ 52,5″ O | 1881–1885 | Hauptfort                        | erhalten                              |      |